# Benvenuto Tisi

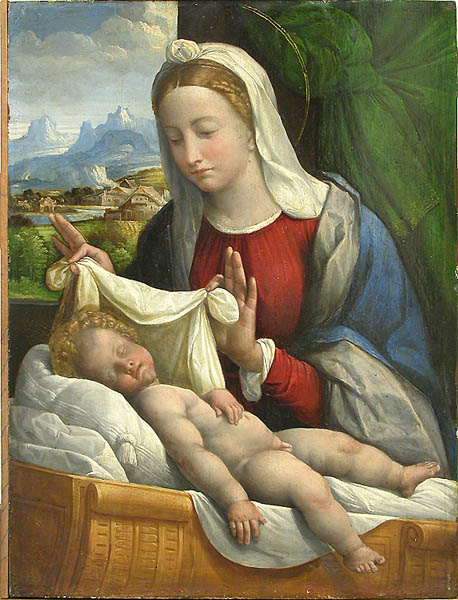
Spící Jezulátko,Louvre

Benvenuto Tisi (6. nebo 16. září 1481 – 1559) byl pozdně renesanční italský malíř manýrista ferrarské školy. Jeho kariéra začala po jeho příchodu ke dvoru ferrarského vévody d'Este. Jeho raná díla byla popsána jako „idylická“, často se umělecky přizpůsobující uměleckému stylu ferrarského dvora. Jeho přezdívka „Garofalo“ může pocházet z jeho zvyku podepsat některé práce obrázkem karafiátu (v italštině garofano).

## Životopis
Tisi se narodil v italském městě Ferrara. Sám o sobě říká, že byl žákem Domenica Panettiho (1460–1530) a snad i Lorenza Costy (1460–1535) a občas spolupracoval i s Dosso Dossim (kolem 1489–1542). V roce 1495 pracoval v Cremoně spolu se svým strýcem Niccolò Soriano v ateliéru renesančního malíře Boccaccio Boccaccino (c. 1467 – c. 1525), který umělecky patřil k benátské škole. Zde byl Tosi ovlivněn benátským stylem malby. Boccaccino pozval Tisiho do Benátek. Roky 1509 až 1512 strávil Tisi pravděpodobně v Římě. Zde jej ovlivnil klasický styl Giulia Romana. Geronimo Sagrato pozval Tisiho do Říma, kde pracoval krátce s Rafaelem na výzdobě Stanza della Segnatura. Ferrarský vévoda Alfonso I. d'Este Tisiho pověřil, aby společně s Dossim namaloval obrazy pro palác Delizia di Belriguardo i pro další paláce. Tisiho styl navazuje na styl lombardský, římský i benátský. Benvenuto Tisi pracoval převážně ve Ferraře. Maloval plátna, pracoval na freskách. Dvě z jeho velkých prací – obě v oleji i jako fresky – pro kostel S. Francesco ve Ferraře Massacre of the Innocent (Vraždění neviňátek) z roku 1519 a Betrayal of Christ (Zrada Krista) z roku 1524. Tisi si vytvářel hliněné modely postav, aby je mohl lépe studovat. Neustále pokračoval v práci, až do roku 1550 , kdy ho postihla slepota. Oženil se ve čtyřicetiosmi letech a měl dvě děti. Zemřel ve Ferraře 6. nebo 16. září roku 1559.

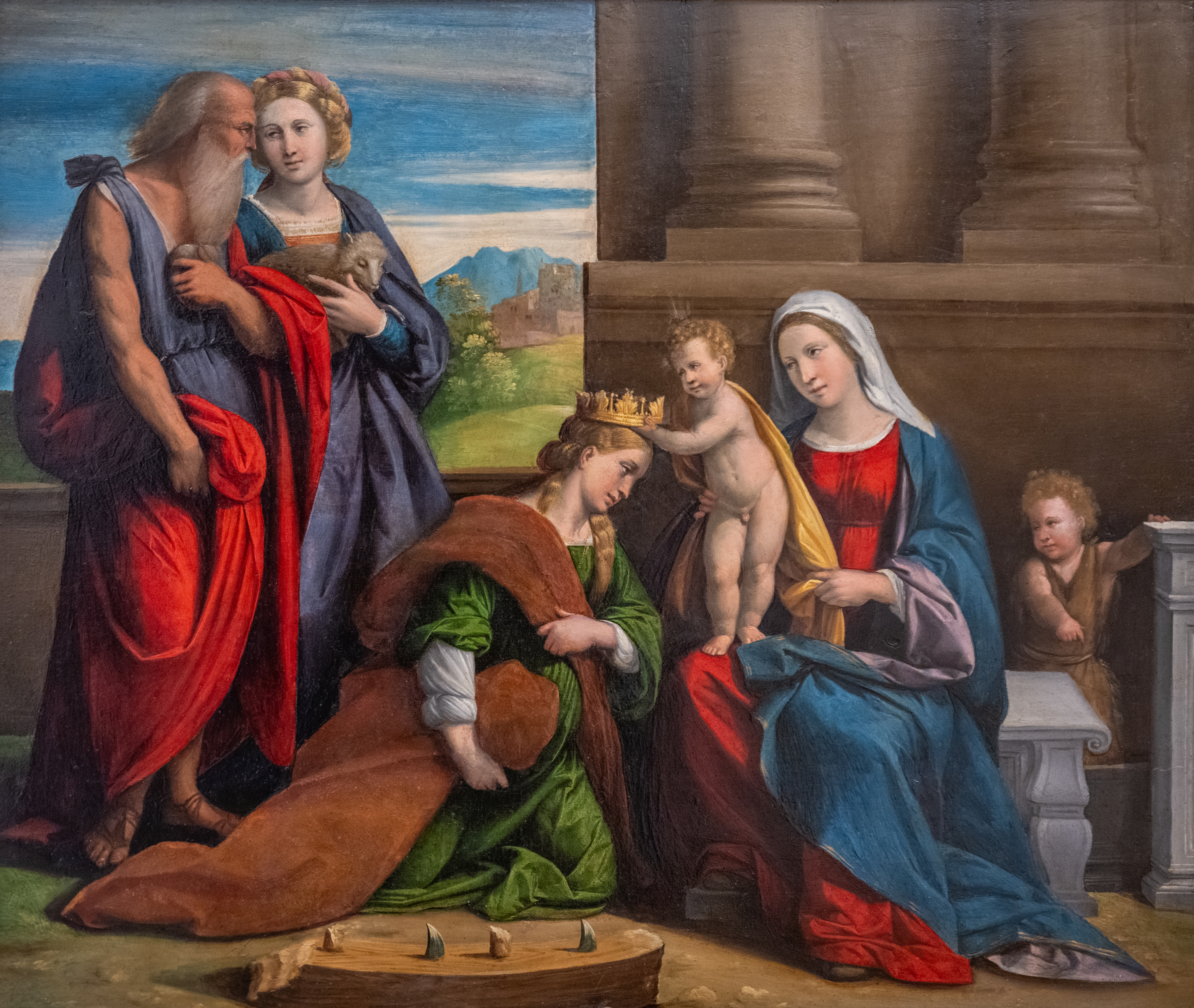
Korunovace Sv. Kateřiny, Capitoline Museums

Byl přítelem Giulia Romana, Giorgiona, Tiziana Vecelliho a Ludovica Ariosta. V obraze Paradise (Ráj) namaloval Ariosta mezi Sv. Kateřinou a Sv. Šebestiána. Jako mladý hrál na loutnu a miloval šerm. Tisi patřil mezi nejlepší ferrarské malíře. Jeho žákem byl Girolamo da Carpi. V roce 1520 se Girolamo da Carpi učil v Garofalově dílně a pracoval s ním na ferrarských projektech v letech 1530-40. Mezi další jeho žáky patřil Stefano Falzagalloni. Garofalo také ovlivnil malíře Antonia Pirri a Nicola Pisano.

## Seznam prací
- The Virgin and Child with Saints Dominic and Catherine of Siena (c. 1500–1505) - National Gallery, London
- Adoration of the Child (1508–1509) - Pinacoteca Nazionale, Ferrara
- Adoration of the Magi (c. 1520–1530) - High Museum of Art, Atlanta
- Madonna and Child (1510) - Galleria dell'Arte Studiolo, Milan  Archivováno 15. 12. 2017 na Wayback Machine.
- Neptune and Pallas (1512) - Art Gallery, Dresden [nedostupný zdroj]
- Madonna delle Nuvole (1514) - Pinacoteca Nazionale, Ferrara
- Saint Catherine of Alexandria (c. 1515–1530) - National Gallery, London
- Madonna del Baldacchino (1517) - National Gallery, London
- The Madonna and Child Enthroned with Saints William of Aquitaine, Clare, Anthony of Padua and Francis (1517–1518) - National Gallery, London
- Massacre of the Innocents (1519) - Pinacoteca Nazionale, Ferrara
- Baptism of Christ (1520–1525) - Birmingham Museum of Art, Alabama [nedostupný zdroj]
- Madonna del Pilastro (1523) - Pinacoteca Nazionale, Ferrara
- Madonna Enthroned with Saints (1524) - Cathedral, Ferrara
- A Pagan Sacrifice (1526) - National Gallery, London
- An Allegory of Love (c. 1527–1539) - National Gallery, London
- Annunciation (1528) - Musei Capitolini, Rome
- Madonna Enthroned with Saints (1532) - Modena
- Madonna and Child and St. Jerome, c. 1530s, oil on panel, Dallas Museum of Art
- Adoration of the Magi, c. 1530s, oil on panel, Rijksmuseum
- Madonna in Glory (1532) - Musei Capitolini, Rome
- Raising of Lazarus (1534) - Pinacoteca Nazionale, Ferrara
- The Miracle of the Swine (c. 1535)  – Alnwick Castle, Northumberland
- Madonna and Child in Glory (c. 1535)  – Lowe Art Museum, Miami, Florida. United States
- Vestal Virgin Claudia Quinta tows the ship bearing the statue of Cibele- Palazzo Barberini, Rome
- Christ and the Samaritan Woman (1536)
- The Triumph of Bacchus (1540 finished by Garofalo, from unfinished 1517 draft by Raffael) - Gemäldegalerie Alte Meister, Dresden, Germany
- Blessing of Saint John the Baptist (1542) - San Salvatore, Bologna
- Conversion of Saint Paul (1545)- Galleria Borghese, Rome
- Annunciation (1550) - Pinacoteca di Brera, Milan
- Holy Family - Musee de Angers
- Holy Family [nedostupný zdroj]
- Jesus in the Orchard
- Madonna and Child Enthroned - Dunedin Public Art Gallery, Dunedin.
- Madonna Enthroned with Saints
- Madonna with Saint John and Saint Elisabeth - Courtauld Institute, London  Archivováno 15. 12. 2017 na Wayback Machine.
- Mars, Venus and Cupido - Wawel Royal Castle, Kraków

- St Sebastian - Museo di Capodimonte, Naples
- Washing feet of Christ - National Gallery, Washington DC